# Gideon Toury
Gideon Toury (hébreu : גדעון טורי) est un universitaire israélien né en 1942 et décédé le 4 octobre 2016, dont les domaines d'étude sont la traductologie et la littérature comparée. Il enseigne à l'université de Tel Aviv. Il défend et promeut la traductologie descriptive (en : Descriptive Translation Studies).

## Biographie
Gideon Toury est né à Haïfa en Israël (alors en Palestine mandataire) en 1942 et décédé le 4 octobre 2016. Il est le fils de l'historien Jacob Toury (1915-2004) et de sa femme Ève. Très tôt, il est confronté à un univers multilingue (allemand, anglais, hébreu) en tant que fils d'immigré. Il fréquente le lycée Reali School d'Haïfa où il étudie entre autres l'arabe et obtient son diplôme en 1960.
Quelques années après avoir effectué son service militaire pendant lequel il est envoyé dans un kibboutz, il s'inscrit à l'université de Tel Aviv où il prépare un diplôme de langue et littérature hébraïque ainsi qu'à l'école de journalisme pour assurer son avenir professionnel. Cependant, les cours ne l’intéressant pas, il préfère se concentrer sur l'université. Parallèlement, il continue d'écrire pour le journal du kibboutz et publie d'autres textes dans diverses publications, comme des traductions d'articles dans le journal de littérature de son université.
Mais la première fois qu'il considère la traduction comme un champ d'étude possible est lorsqu'il reçoit un exemplaire du Toward a Science of Translating d'Eugene Nida, livre qui le marque profondément, à tel point qu'il se dirige vers un master du département des études littéraires nouvellement créé. Parallèlement à ses études, il devient un traducteur prolifique de fiction étrangère (C. S. Lewis, F. Scott Fitzgerald, Ford Madox Ford, Günter Grass, Heinrich Böll, Uwe Johnson, Peter Handke, Ernest Hemingway). Il se lie d'amitié avec Itamar Even-Zohar, un autre théoricien de la traduction.
Après son doctorat obtenu en 1977 sur le sujet Translational Norms and Literary Translation into Hebrew, 1930-1945, il enseigne à l'université de Tel-Aviv. Jusqu'à son décès, ses occupations étaient l'enseignement, la recherche, la traduction et la publication via le journal Target : International Journal of Translation Studies, et la maison d'édition Benjamins Translation Library dont il était éditeur en chef.

## Recherches
Ses recherches s'inscrivent dans le cadre de la théorie de la traduction et de la traductologie descriptive ((en) descriptive translation studies) dont il est l'un des fondateurs. Cette traductologie dite descriptive s'oppose à la traductologie que Toury nomme prescriptive, qui cherche à établir des règles que les traducteurs devraient respecter pour obtenir de « bonnes traductions ». Toury, au contraire, chercher à mettre en évidence les grandes tendances que l'on retrouve dans toutes les traductions, et à simplement constater leur existence sans porter de jugement de valeur dessus.
Cette traductologie descriptive repose sur la théorie des normes en traduction. Pour Toury, le comportement humain obéit à des normes, qui sont des tendances que l'on peut observer à grande échelle. Elles se situent entre ce qu'il appelle la règle, qui est inviolable (en traduction par exemple, la grammaire, dans la grande majorité des cas), et l'idiosyncrasie, qui est la préférence individuelle (en traduction, la préférence d'un traducteur particulier pour un synonyme par rapport à un autre par exemple). Les frontières entre ces trois éléments sont floues, peuvent bouger dans l'espace et dans le temps (une norme peut très bien devenir une règle quelques années plus tard ou l'être dans un autre endroit), mais la présence et le poids de ces normes sur les traductions et son processus sont indéniables et doivent être étudiés pour acquérir une meilleure compréhension de cette dernière, selon lui.
Parmi les différentes normes qu'il identifie, on peut citer :
- une tendance à la simplification, notamment par la suppression d'informations redondantes et de circonlocutions [8],[7];
- la « loi de la standardisation croissante » : une tendance à remplacer les relations inhabituelles dans le texte source par des relations plus conventionnelles dans le texte cible[7],[9] ;
- la « loi d'interférence » : le processus de transfert a tendance à s'accompagner d'interférences linguistiques[7],[9].

Ces tendances sont parfois aussi nommées "universaux de traduction" par d'autres traductologues tels que Mona Baker.

## Publications
Toury a publié trois livres principaux sur ses théories, et a contribué à de nombreux ouvrages collectifs, en anglais et en hébreu. Il est aussi le rédacteur en chef de deux périodiques. Il a par ailleurs réalisé de nombreuses traductions, notamment vers l'hébreu.

### Publications scientifiques

#### Livres
- G. Toury 1977. Translational Norms and Literary Translation into Hebrew, 1930-1945. Tel Aviv: The Porter Institute for Poetics and Semiotics, Tel Aviv University. 1977. 4 + 296 pp. [Hebreu],

- G. Toury 1980. In Search of a Theory of Translation. Tel Aviv: The Porter Institute for Poetics and Semiotics, Tel Aviv University. 1980. 159 pp,

- G. Toury 1995. Descriptive Translation Studies and Beyond, Amsterdam/Philadelphia: John Benjamins. 1995. xiii + 311 pp.

#### Périodiques
- Target: An International Journal of Translation Studies. Amsterdam: John Benjamins, 1989-(avec la contribution de José Lambert) Rédacteur en chef depuis 2000,

- TRANSST: An International Newsletter of Translation Studies. 1987- (avec la contribution de José Lambert).

#### Publications diverses majeures
- G. Toury. Translation, Literary Translation and Pseudotranslation.Comparative Criticism, 6, ed. E.S. Shaffer. Cambridge: Cambridge University Press, 73-85. 1984,

- Integrating the Cultural Dimension into Translation Studies: An Introduction.Translation Across Cultures, ed. Gideon Toury. New Delhi: Bahri Publications [publié aussi dans le : Indian Journal of Applied Linguistics, XIII:2], 1-8. 1987. Deuxième édition: 1-7. 1998,

- What are Descriptive Studies into Translation Likely to Yield apart from Isolated Descriptions?.Translation Studies: The State of the Art. Proceedings of the First James S Holmes Symposium on Translation Studies, eds. Kitty M. van Leuven-Zwart, Ton Naaijkens. Amsterdam-Atlanta: Rodopi, 179-192. 1991.

### Traductions littéraires en hébreu
- Sheila Burnford (en). The Incredible Journey. 1970.
- John Masefield. The Midnight Folk. 1971.
- F. Scott Fitzgerald. The Great Gatsby. 1974. [Translator's comments: p. 131-134.] (Version révisée : 1999)
- Arthur Miller. All My Sons. 1976.
- Günter Grass. Katz und Maus. 1976.
- Ernest Hemingway. Three Chapters on Scott Fitzgerald, from A Moveable Feast.
- Ford Madox Ford. The Good Soldier. 1977.
- C.S. Lewis. The Magician's Nephew. 1978.
- Uwe Johnson. Zwei Ansichten. 1978.
- C.S. Lewis. The Voyage of the `Dawn Treader'. 1979.
- J.D. Salinger. The Laughing Man. 1979.
- Peter Handke. Die Angst des Tormanns beim Elfmeter. 1979.
- Beverly Cleary. Henry Huggins. 1979.
- C.S. Lewis. Prince Caspian. 1980.
- John Cheever. Falconer. 1981.
- Thomas Pynchon. Mortality and Mercy in Vienna. 1981.
- John Steinbeck. The Moon Is Down. 1981.
- C.S. Lewis. The Horse and His Boy. 1982.
- Christiane F. Wir Kinder vom Bahnhof Zoo. 1982.
- C.S. Lewis. The Silver Chair. 1983.
- Mark Twain. A Connecticut Yankee in King Arthur's Court. 1983.
- C.S. Lewis. The Last Battle. 1984.
- Heinrich Böll. Das Vermächtnis. 1984.
- John Cheever. Bullet Park. 1985.
- Ernest Hemingway. For Whom the Bell Tolls. 1986.
- Arthur Conan Doyle. The Lost World. 1986.
- Heinrich Mann Szene. 1987.
- Thornton Wilder. The Bridge of San Luis Rey. 1988.
- Gert Hofmann: Auf dem Turm. 1991.
- Nevil Shute. Pied Piper. 1991.
- Heinrich Böll. Two short stories. 1993.
- Thomas Mann. Königliche Hoheit. 1994.
- Cormac McCarthy. All the Pretty Horses. 1995.

## Distinctions
- 1999 : membre honoraire de la chaire de traductologie de l'université Comenius en Slovaquie.
- 2000 : doctorat honoris causa de l'Université du Middlesex de Londres.